# Кубанський 76-й піхотний полк
76-й піхотний Кубанський полк — піхотна військова частина Російської імператорської армії.

## Формування та кампанії полку
Старшинство полку з 16 грудня 1845 р. Полкове свято — 6 грудня.
У лютому 1845 року, для посилення військ окремого Кавказького корпусу, пішов Високий наказ про сформування чотирьох нових полків, у тому числі Імеретинського піхотного, який у вересні був названий Кубанським єгерським. Однак, лише 16 грудня надійшло остаточне розпорядження про формування зазначених полків 6-батальйонного складу з військ 5-го піхотного корпусу.
Кубанський єгерський полк утворився з других і третіх батальйонів Литовського та Віленського полків та Кавказького лінійного № 2 батальйону, з додаванням людей зі скасованих у той же час 2-го та 3-го батальйонів Замосського полку та 4-го батальйону Мінського полку. Названі частини склали такі батальйони Кубанського полку: 2-й та 3-й батальйони Литовського — 1-й та 2-й; 2-й та 3-й Віленського — 3-й та 4-й; Кавказький лінійний № 2 батальйон — 5-й та 4-й батальйон Мінського — 6-й резервний, нижні чини із Замосцького полку були рівномірно розподілені між усіма батальйонами.
Кубанському полку довелося взяти участь у складі різних загонів у Російсько-Кавказькій війні з горцями та у прокладанні просік та доріг. З найпомітніших справ цього періоду необхідно відзначити участь двох батальйонів полку в 1849 році в облозі аула Чох, а в 1855 — атаку 1-м батальйоном позиції Магомета-Аміня на хребет Кадико, де Кубанці після 7-годинного бою оволоділи 30 завалами і примусили горців бігти.
9 лютого 1856 року з найкращих стрільців було сформовано для кожного батальйону стрілецькі роти, а 17 квітня полк названо піхотним. З 1862 р. частина полку, перебуваючи у складі Пшехського загону, неодноразово брала участь у знищенні аулів і сутичках, у тому числі звертає він увагу поразка горян в 1863 р. у долині Хіач. Решта полку входила до Середньо-Фарського загону і брала участь у боях при станиці Пшехській та аулах Шаухако-Хабль та Едіко-Хабль.
6 листопада 1863 р. 6-й резервний батальйон надійшов на формування Єлисаветпольського піхотного полку.
29 березня 1864 р. полку присвоєно № 76. 1 серпня 1874 р. 4-й батальйон надійшов на сформування 162-го піхотного полку Ахалцихського, а зі стрілецьких рот був сформований новий 4-й батальйон.
У війні з Туреччиною 1877—1878 р.р. полк діяв спочатку на Кавказько-Чорноморському узбережжі, і, у складі загону генерала Алхазова, половина полку брала участь у боях р. Галізге, біля селищ Ілора, Очемчир і при відбитті у турків міста Сухума 20 серпня, а два два батальйони відзначилися в боях на Цихісдзірській позиції під начальством генерала Оклобжіо. Потім полк з'єднався та увійшов до складу Ардаганського загону. На початку жовтня 1-й, 2-й та 4-й батальйони були призначені на посилення блокадного корпусу до Карса, куди і прибули 20 жовтня. У штурмі Карса взяли участь лише 1-й та 4-й батальйони, що увійшли до колони князя Алхазова.

### Перша світова війна

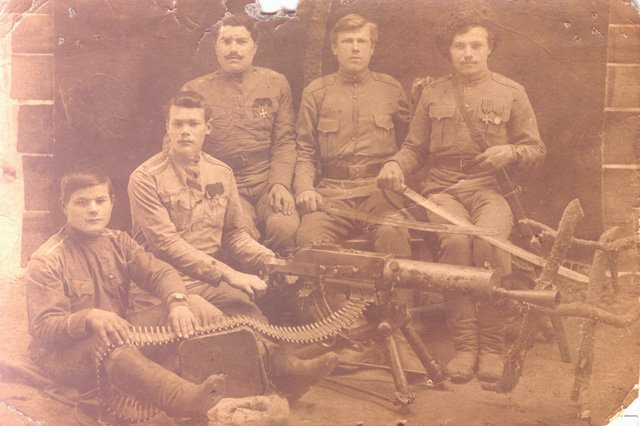
Кулеметна команда з трофейним австрійським кулеметом "Шварцлозе"

У Першій світовій війні брав участь у бойових діях:
- Тарнопільська катастрофа, у складі операції: Червневий наступ або «наступ Керенського», 24.07.1917 — 24.07.1917
- Ковельська битва, у складі операції: Брусилівський прорив, 15.07.1916 — 03.08.1916
- Серпнева операція російського Південно-Західного фронту, у складі операції: Брусилівський прорив, 31.08.1916 — 03.09.1916
- Галицька битва у складі операції: Галицька операція, 03.09.1914 — 03.09.1914

## Відзнаки полку
- Георгіївський прапор з написом «За вигнання Турок з Абхазії в 1877 році» за подвиги в Російсько-турецькій війні 1877 і 1878 років, у всіх 4-х батальйонах (Найвищий наказ 13 жовтня 1878 р.).
- Відзнаки, нагрудні для офіцерів і на головні убори для нижніх чинів з написом «За отличіе при покоренні Західного Кавказу в 1864», у всіх 4-х батальйонах (Найвищий наказ 20 червня 1865).
- Дві Срібні труби з написом «За отличіе при поразці та вигнанні неприятеля з меж Росії 1812 року». Труби ці були надані 13 квітня 1813 р. 1-му та 2-му батальйонам 48-го єгерського полку, які будучи приєднаними в 1833 р. до Віленського і Литовського полків, склали їх 3-і батальйони, що утворили згодом 4 батальйони Кубанського полку.
- «Гренадерський бій», наданий 13 квітня 1813 року за відзнаку у Вітчизняній війні 1812 року, 2-му батальйону Віленського єгерського полку, який згодом утворив 3-й батальйон Кубанського полку.
- Похід за військову відзнаку, наданий 13 жовтня 1878 р. за взяття Карса 6-го листопада 1877 року і за подвиги в Російсько-турецькій війні 1877 і 1878 років, у всіх 4-х батальйонах.

## Командири полку
- 10.01.1846 — xx.02.1850 — полковник Бельгард, Валеріан Олександрович
- xx.xx.1850 — xx.xx.1852 — полковник Ліневич, Микола Петрович
- xx.xx.1852 — xx.xx.1858 — полковник Преображенський, Василь Агафонович
- xx.xx.1858 — xx.xx.1859 — полковник Товбич, Михайло Васильович
- xx.xx.1859 — xx.xx.1863 — полковник Горшков, Андрій Давидович
- xx.xx.1863 — xx.08.1868 — полковник Мерхилевич, Олександр Бенедиктович
- 31.08.1868 — 11.11.1877 — полковник Дове, Костянтин Єгорович
- 24.12.1877 — 05.11.1886 — полковник Радзішевський, Павло Іванович
- 03.12.1886 — 09.01.1888 — полковник Коленко, Григорій Дмитрович
- 01.02.1888 — 19.07.1890 — полковник Савченко, Севастьян Матвійович
- 01.08.1890 — 20.11.1898 — полковник Горбатовський, Микола Олександрович
- 15.12.1898 — 25.04.1901 — полковник Перлік, Дмитро Іванович
- 05.06.1901 — 11.09.1903 — полковник Параделов Микола Васильович
- 25.09.1903 — 25.03.1904 — полковник Гніда, Дмитро Іванович
- 25.05.1904 — 22.06.1904 — полковник Міхеліс Де-Геніг, Євген Михайлович
- 22.06.1904 — 20.03.1906 — полковник Прозоров, Дмитро Ігнатович
- 20.03.1906 — 13.02.1908 — полковник Довятто, Станіслав Станіславович
- 15.03.1908 — 03.01.1912 — полковник Билим-Колосовський, Семен Петрович
- 14.01.1912 — 28.10.1914 — полковник Соколов, Єлисей Миколайович
- 13.11.1914 — 31.01.1915 — полковник Езерінг, Карл Іванович
- 03.02.1915 — 09.08.1915 — полковник Червінський, Сергій Євгенович
- 09.08.1915 — 22.07.1917 — полковник (генерал-майор) Бек-Бузаров, Сослан-Бек Сосуркович
- 22.07.1917 — хх.хх.1917 — підполковник Агапов, Сергій Олексійович
- раніше 29.10.1917 — після 17(30).04.1918 — полковник Соколовський, В'ячеслав Феліксович

## Відомі люди, які служили в полку
- Бялозор, Юліан Юліанович — генерал-лейтенант, учасник Першої світової війни.
- Веселовський, Павло Миколайович — полковник, георгієвський кавалер.
- Гончаренко, Аверкій Матвійович — російський та український військовий діяч, капітан Російської імператорської армії, Георгійський кавалер, згодом офіцер дивізії СС «Галичина».
- Рахманін, Олександр Олександрович — згодом командир 248-го Осташковського піхотного полку та 81-го піхотного Апшеронського полку.
- Бірюков Євген Павлович — полковник, командир 40 Сибірського полку.
- Терехов, Георгій Романович — офіцер Російської імператорської армії, учасник Першої світової війни, Георгіївський кавалер.
- Данишевський, Федір Никанорович — офіцер Російської імператорської армії, учасник Першої світової війни, Георгіївський кавалер.